# Gastón Corsaro
Gastón Ariel Corsaro, né le 21 août 1974 à Lanús, est un coureur cycliste argentin.

## Palmarès
- 1997
  - 3e du Criterium de Apertura
- 2000
  - 100 Km. Capillenses
- 2001
  - 3e du championnat d'Argentine sur route
- 2002
  - 2e étape de la Doble San Francisco-Miramar
  - 2e du Grand Prix Campagnolo
- 2003
  - Criterium de Apertura
  - 2e étape de la Doble Bragado
  - 3e de la Doble San Francisco-Miramar
- 2004
  - 3e étape de la Doble San Francisco-Miramar
- 2005
  - 2e étape de la Doble Bragado
  - 100 Km. Capillenses
  - Gran Premio Cámaras Colla
- 2006
  - 4e étape de la Vuelta al Valle
  - 3e du championnat d'Argentine sur route
- 2007
  - 7e étape de la Doble Bragado
  - 8ea et 9e étapes de la Rutas de América
  - Gran Premio del Vidrio
- 2013
  - Gran Premio Sindicato Argentino de Televisión
- 2014
  - Gran Premio Pechito Bancalari
  - 3e du Grand Prix Campagnolo
- 2017
  - 3e du Grand Prix Campagnolo
- 2022
  - 2e du Criterium de Apertura

## Classements mondiaux
| Année            | 2006 | 2007 |
| ---------------- | ---- | ---- |
| UCI America Tour | 88e  | 290e |